# 莫哈末·胡山·詹朱華
莫哈末·胡山·詹朱華 (1949年1月18日—1971年12月10日), 是巴基斯坦军队的一名士兵，他在第三次印巴戰爭中陣亡。被授予尼山·海德尔勋章。